# Le pescatrici
Le pescatrici (deutsch: Die Fischerinnen; Hob. XXVIII:4) ist eine Opera buffa (Dramma giocoso per musica) in drei Akten von Joseph Haydn. Das Libretto stammt von Carlo Goldoni.

## Aufführungen
Die Uraufführung fand am 16. September 1770 auf Schloss Esterházy statt.
Das Werk ist selten in den Programmen der Opernhäuser zu finden und wird meist nur anlässlich besonderer Gedenkjahre gespielt. Im Haydn-Jahr 2009 kam die Oper beispielsweise an der Wiener Kammeroper sowie im Londoner Konzertgebäude St. John’s, Smith Square zur Aufführung.

## Handlung
Nerina und Lesbina, zwei Fischerinnen aus Taranto sind mit Burlotto und Frisellino, dem jeweiligen Bruder der Freundin, die ebenfalls Fischer sind, verlobt. Unerwartet taucht Lindoro, der Prinz von Sorrento auf, der auf der Suche nach dem rechtmäßigen Erben des Throns von Benevento ist, dessen Verbleib nach der viele Jahre zurückliegenden Ermordung des Vaters Casimiro unbekannt ist. Die beiden Fischerinnen sehen die Chance auf ein besseres Leben mit einer reichen Heirat und behaupten jeweils, die verschollene Prinzessin und rechtmäßige Erbin zu sein. Dies erregt natürlich den Unwillen von Burlotto und Frisellino. Der alte Fischer Mastriccio weiß allerdings, dass Eurilda, seine vermeintliche Tochter, die er seinerzeit als Baby gerettet hat, anschließend als seine eigene Tochter ausgegeben und großgezogen hat die wahre Prinzessin und Erbin ist. An einem Schrein schwört Mastriccio, dass er Eurilda als Baby gerettet hatte und kann Lindoro davon überzeugen. Letzte Zweifel werden beseitigt, als Eurilda beim Anblick des blutbefleckten Dolches mit dem Casimiro ermordet wurde, echte Verzweiflung zeigt. Lindoro hält um Eurildas Hand an und segelt mit ihr und Mastriccio zurück nach Sorrento. Burlotto und Frisellino wollen die treulosen Fischerinnen bestrafen, verkleiden sich als wohlhabende Vettern des Prinzen Lindoro und machen der jeweils eigenen Schwester erfolgreich den Hof, klären die Maskerade jedoch auf und versöhnen sich schließlich wieder mit den blamierten Geliebten.

## Diskographie (Auswahl)
1965: Alberto Erede; Kammerorchester Holland, Chor des Holland Festivals; Melodram 166 (3 LP live)
- Mastriccio: Carlos Feller
- Eurilda: Ruža Pospiš
- Frisellino: Giacomo Aragall
- Burlotto: Umberto Grilli
- Nerina: Adriana Martino
- Lesbina: Maddalena Bonifaccio
- Lindoro: Ugo Trama